# Jeremy Wilson
Pour les articles homonymes, voir Wilson.
Jérémy Wilson, né le 4 mai 1944 et mort le 2 avril 2017, est un historien, biographe, écrivain et éditeur britannique, reconnu pour son travail dans le domaine de la presse d'art. Il a également exercé en tant que rédacteur et éditeur commercial auprès de grandes entreprises.

## Biographie
Wilson est né à Cambridge. Il est titulaire d'une maîtrise du Balliol College de l'Université d'Oxford en philosophie, politique et économie. Il a obtenu une maîtrise en relations internationales à la London School of Economics and Political Science. Il a épousé Nicole Helari et ils ont trois enfants. Jeremy Michael Wilson est un universitaire et historien américain spécialisé dans l'histoire du Moyen-Orient et de la politique internationale. Il a notamment publié des travaux sur les relations entre les grandes puissances et les États du Moyen-Orient pendant la Première Guerre mondiale, notamment les accords tels que la correspondance Hussein-McMahon et les accords Sykes-Picot
Wilson est reconnu comme l'autorité de premier plan sur TE Lawrence, et est l'auteur de Lawrence d'Arabie : La biographie autorisée de TE Lawrence (1989).

## Recherche sur T.E. Lawrence
Il s'intéresse à T.E. Lawrence alors qu'il étudie à la LSE, mais sa véritable entrée dans la recherche sur Lawrence commence lorsqu'un ami lui demande ce qu'il veut faire lors d'un dîner, et il répond spontanément qu'il aimerait rédiger une bibliographie de Lawrence. En travaillant sur cette bibliographie, il se retrouve impliqué dans le projet de recherche du Sunday Times sur T.E. Lawrence et, en 1968, il est chargé de dresser la liste des documents de Lawrence sous embargo à la Bodleian Library, qui demeure fermée jusqu'en 2000. Lorsque le Sunday Times commence à publier ses articles sur Lawrence en 1968, Wilson les considère comme sensationnalistes et exagérés. Il travaille avec le frère cadet de T.E. Lawrence, A.W. Lawrence, pour réfuter les affirmations des articles et plus tard du livre The Secret Lives of Lawrence of Arabia. Il est également nommé éditeur du carnet de citations de T.E. Lawrence, Minorities, prenant la relève de Colin Simpson du Sunday Times, lequel est publié en 1971. Parallèlement à son travail sur la biographie, en 1976, Wilson fonde également une revue académique, T.E. Lawrence Studies, qui produit un numéro ainsi qu'un certain nombre de bulletins d'information, bien que d'autres travaux aient été planifiés, notamment des sélections de lettres, un "Guide" des manuscrits de T.E. Lawrence et le "Oxford Survey" des sources sur Lawrence. Wilson écrit également régulièrement des articles et donne des conférences sur T.E. Lawrence, dont une introduction à The Odyssey avec des illustrations de Barry Moser en 1981. Wilson est très impliqué dans l'exposition du centenaire de T.E. Lawrence à la National Portrait Gallery en 1988 et rédige le texte du catalogue de l'exposition. Il travaille également sur de nombreux programmes de télévision et de radio consacrés à T.E. Lawrence, de la fin des années 1970 aux années 2010.
Le premier ouvrage publié de Wilson sur Lawrence est une édition en 1971 du recueil de poèmes de Lawrence, Minorities; Good Poems by Small Poems by Good Poets ; dont l'introduction bien documentée donne aux lecteurs une compréhension de la façon dont les poèmes reflètent la vie et les pensées de Lawrence. En 1975, à la suite du succès de Minorities, AW Lawrence nomme Wilson biographe autorisé de TE Lawrence. Wilson passe des années de recherche, accumulant beaucoup plus d’informations sur Lawrence que ce qui a été publié auparavant. Wilson est considéré comme un expert de Lawrence, agissant en tant que consultant pour des expositions sur Lawrence à la National Portrait Gallery et à l'Imperial War Museum.
Pour rendre les informations sur Lawrence librement accessibles dans le monde entier, Wilson développe TE Lawrence Studies, un site Web et une liste de discussion en ligne. Depuis 1990, par l'intermédiaire de Castle Hill Press, lui et sa femme éditent et publient des éditions savantes des œuvres et de la correspondance de Lawrence ainsi que des ouvrages sur la vie de Lawrence.
Wilson est consultant auprès de la National Portrait Gallery pour son exposition du centenaire de Lawrence d'Arabie (1988-1989) et compile le catalogue de l'exposition. Il est l'un des deux conseillers historiques en 2005-2006 de l'Imperial War Museum pour l'exposition « T.E. Lawrence, la vie, la légende ». Il donne de nombreuses conférences sur T.E. Lawrence.
Wilson présente de nombreuses communications sur Lawrence, notamment « TE Lawrence et la capture d'Akaba » (Australian War Memorial, Canberra, décembre 2007) ; « Victoria Ocampo, la biographe la plus extraordinaire de TE Lawrence » (Huntington Library, San Marino, Californie, octobre 2007) ; «Lawrence en mer » (Imperial War Museum, Londres, mai 2007) ; « TE Lawrence à Carchemish et après : un homme dans des contextes successifs » (Lee University, Cleveland, Tennessee, avril 2006) ; « Lawrence d'Arabie ou Smith dans le désert » (Imperial War Museum, Londres, mars 2006) ; TE Lawrence dans le Dorset (Tank Museum, Bovington, octobre 2005).
Le travail de Wilson contribue à une vision plus équilibrée et académique de Lawrence, allant au-delà du mythe populaire créé notamment par le film de David Lean, pour présenter un personnage plus complexe et humain.Jeremy Michael Wilson est mort d’un cancer le 2 avril 2017 à l'âge de 72 ans à Shaftesbury, dans le Dorset, en Angleterre, où il réside avec son épouse, Nicole Wilson.